# 田尻池
田尻池（たじりいけ）は、富山県富山市にある農業用のため池。富山県内有数のハクチョウの飛来地として知られている。

## 概要・地理
富山県富山市の北西部、射水市との境の池多地区に位置し、池は逆V字のような形をしている。「池多」という地名の通り、周辺にも勅使ヶ池や古洞池など、池が複数ある。

## 歴史
- 1991年1月23日 - 田尻池の改修工事が完了[1]。

## ハクチョウ飛来地
先述の通り、富山県内有数のハクチョウの飛来地として知られている。冬になると、数100羽のオオハクチョウやコハクチョウが、群れを成して飛来する。また、ハクチョウ以外にもカモなどの水鳥が生息し、富山県指定の「田尻池鳥獣保護区」として鳥獣保護区に指定されている。

## 交通アクセス
- 富山西インターチェンジ（徒歩約30分、自動車約5分）
- 小杉インターチェンジ（徒歩約40分、自動車約5分）